# Wojciech Nowisz
Wojciech Nowisz, né le 4 août 1986 à Varsovie, est un joueur professionnel de squash représentant la Pologne. Il atteint en mai 2014 la 162e place mondiale sur le circuit international, son meilleur classement. Il est champion de Pologne à trois reprises consécutives entre 2008 et 2010.

## Biographie
Son père possède des serres avant de changer de créneau et fonde un centre de squash alors qu'il n'en existait que trois dans le pays. Le centre Kahuna devient le premier club en Pologne à offrir des courts d'entrainement sous les auspices de la fédération européenne de squash.
Il participe aux Jeux mondiaux de 2017 à Wrocław s'inclinant au premier tour face au futur vainqueur Simon Rösner.

## Palmarès

### Titres
- Championnat de Pologne : 3 titres (2008-2010)